# Martín (obispo arcabricense)

Martín (también, Martino) fue el  primer obispo arcabricense, pontificó en Albarracín entre 1173 y 1176.

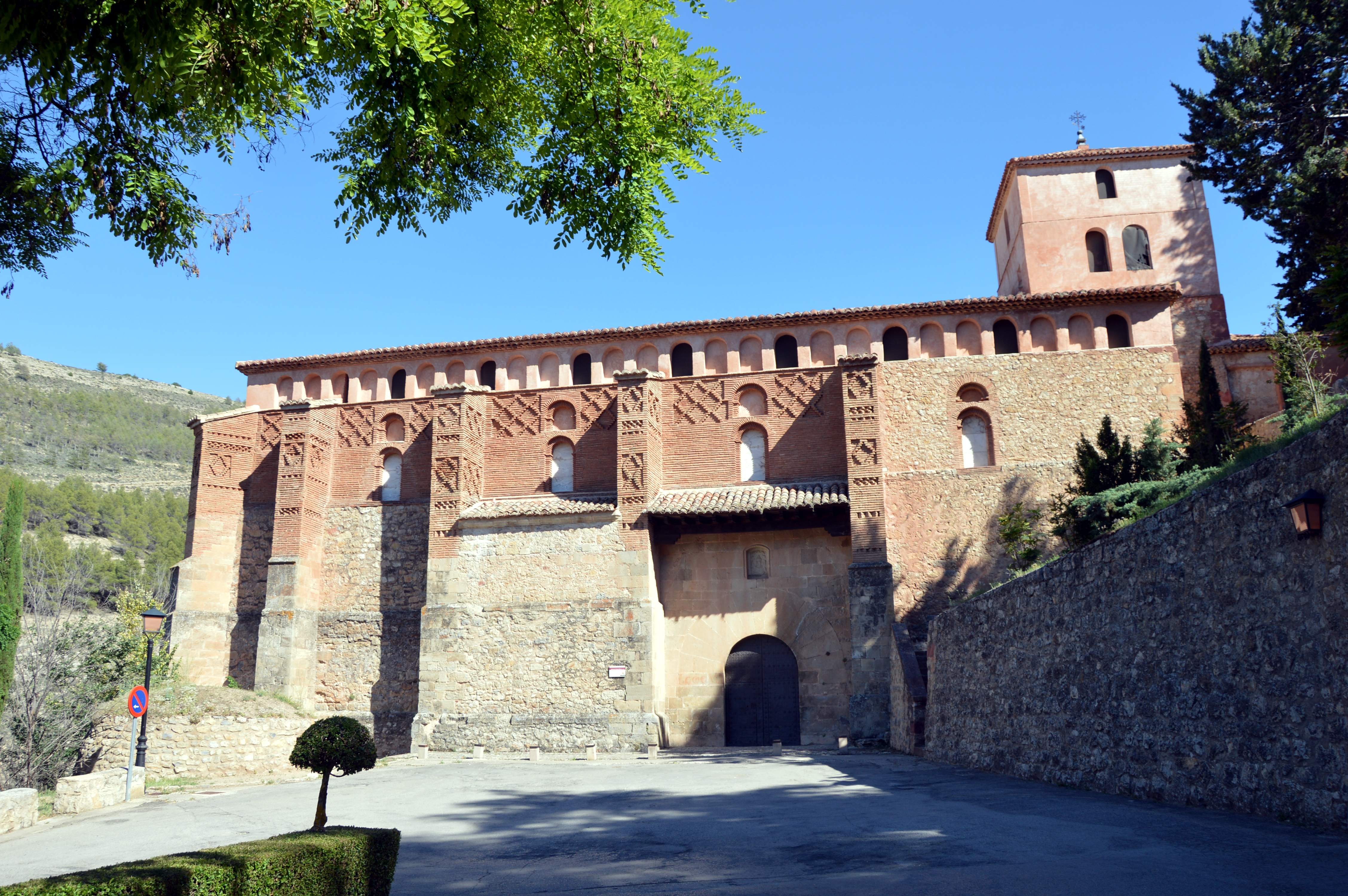
Vista general (frontal) de la iglesia de Santa María, primer templo medieval cristiano de Albarracín (Teruel), construido antes de 1200: el aspecto actual se debe a las obras realizadas en el por el arquitecto francés Quinto Pierres Vedel (fallecido en 1567).

## Biografía
El cronista valenciano Gaspar Juan Escolano (1560-1619), en la Segunda parte de la Década Primera de la Historia de la Insigne y coronada ciudad y reyno de Valencia (1611) escribe del obispo Martino:

«Acerto a venir a España el Carde-/nal Iacinto Bobo, Legado del Papa A-/lexando tercero (que despues ascendio/ a Summo Pontífice, y se llamo Cele-/stino tercero) y juntándose con Cele-/bruno Arçobispo de Toledo, les supli-/có el Don Pedro Ruiz de Açagra (o su/ hijo heredero) que fuesse restituydo el/ Obispado de Segobrica, y se pusiesse/ la silla en Albarracín, mientras que la/ verdadera cabeça estaua en la servilum-/bre de los Moros. Aprouaron todos; y nombrando por Obispo a Martino,/ fue ordenado y consagrado por el Ar-/çobispo Cenebruno el año mil cien-/to setenta y dos,...».
Segunda parte de la Década Primera de la Historia de la Insigne y coronada ciudad y reyno de Valencia, Gaspar Juan Escolano

## Consideraciones históricas
El señor de Albarracín, Pedro Ruiz de Azagra merced a su pericia diplomática logró que don Cerebruno, arzobispo de Toledo consagrara como obispo de Albarracín a don Martín, a la sazón canónigo de su catedral (iglesia metropolitana). Para ello contó con la autorización del Cardenal Jacinto Orsini (futuro Celestino III), entonces legado pontificio de Alejandro III (1159-1181).
Respecto al segmento histórico de este primer pontificado, cabe considerar que el primer obispo nombrado para la nueva sede fue realmente don Fernando, pero por distintas razones -poca salud, fuerte oposición provocada en Aragón y en la Santa Sede-, no fue consagrado, falleciendo el 5 de agosto de 1173.  Ello hace imposible que el pontificado de don Martín, primer obispo consagrado comenzara en 1172 -como tradicionalmente se ha establecido-; además, don Martín todavía firma como canónigo de la catedral de Toledo en marzo de 1172. A ello cabe añadir que el primer registro documental de don Martín como episcopus de Aluarrazin data del 29 de agosto de 1173, «y precisamente junto a la firma del Cardenal Jacinto que, sin duda, había aprobado y confirmado todo lo hecho por el arzobispo de Toledo». Es por ello que la fecha de consagración de don Martín como primer obispo arcabricense deba situarse en 1173 -entre el 5 de agosto (fecha de fallecimiento de don Fernando) y el 29 del mismo mes (fecha de la primera firma registada del nuevo obispo). Pues, a falta de una bula de erección de diócesis, el momento de la firma del nuevo obispo como episcopus de Aluarrazin (obispo de Albaracín) debe tomarse como fundacional.
Según la praxis de entonces, no se trataba de la erección de un nuevo obispado, «sino de la restauración de una antigua diócesis visigótica», esta es la razón de que el obispado con sede en Albarracín llevara por título «arcabricense» (de Arcábica, Ercávica o Arcávica: antigua demarcación episcopal visigoda, según la «Hitación» de Wamba): este título parecía cuadrarle más a Cuenca, ciudad todavía por conquistar en aquella fecha, lo sería en 1177. Esta fue la razón de que el mismo don Cerebruno, con fecha 1176, cambiara a Albarracín el título de «arcabricense» por el de «segobricense», pensando erróneamente que dicha sede visigoda se hallaba en Segorbe, ciudad también por conquistar (lo sería en 1245).